# Gmina Rawicz
Die Gmina Rawicz ['ravʲiʧ]ⓘ ist eine Stadt- und Landgemeinde im Powiat Rawicki der Woiwodschaft Großpolen in Polen. Sitz des Powiats und der Gemeinde ist die gleichnamige Stadt (deutsch Rawicz, seit 1887 Rawitsch) mit etwa 20.200 Einwohnern.
Zum eigentlichen Stadtgebiet gehört Sarnowa (Sarne), bis 1973 eine eigenständige Stadt.

## Geographie

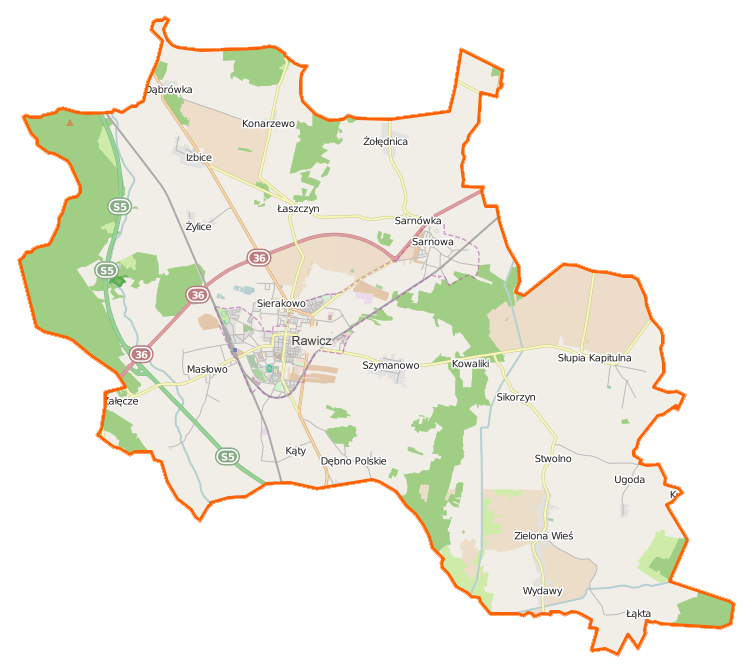
Karte der Gemeinde

Die Gemeinde liegt im Süden der Woiwodschaft und grenzt dort an die Woiwodschaft Niederschlesien. Die Woiwodschafts-Hauptstadt Posen liegt etwa 80 Kilometer nördlich, Leszno (Lissa) etwa 25 Kilometer nordwestlich und Breslau 50 Kilometer südlich. Nachbargemeinden sind in der Woiwodschaft Großpolen die Gemeinden Bojanowo im Norden, Miejska Górka im Nordosten, Pakosław im Osten, in der Woiwodschaft Niederschlesien die Gemeinden Milicz im Südosten, Żmigród im Süden sowie Wąsosz im Westen.
Zu den Fließgewässern gehört die 40 Kilometer lange Dąbroczna, ein Nebenfluss der Orla (Horle).
Die Gemeinde hat eine Fläche von 133,6 km², von der 74 Prozent land- und 17 Prozent forstwirtschaftlich genutzt werden.

## Geschichte
Das heutige Gemeindegebiet gehörte unterbrochen durch die deutsche Besatzungszeit im Zweiten Weltkrieg von 1919 bis 1975 zur Woiwodschaft Posen mit unterschiedlichem Zuschnitt. – Die deutsche Minderheit wurde nach dem Weltkrieg vertrieben.
Die Landgemeinde Rawicz wurde 1954 aufgelöst und wiederholt in verschiedene Gromadas umgewandelt. Aus diesen wurde die Landgemeinde Gmina Sierakowo am 1. Januar 1973 neu gebildet. Zu gleicher Zeit wurde Stadt Sarnowa (Sarne) in Rawicz eingemeindet. Von 1975 bis 1998 gehörte das Gemeindegebiet zur Woiwodschaft Leszno. Der Powiat wurde in dieser Zeit aufgelöst. Die Landgemeinde Sierakowo wurde 1976 in Rawicz umbenannt. Stadt- und Landgemeinde Rawicz wurden 1990/1991 zur Stadt-und-Land-Gemeinde zusammengelegt. Diese gehört seit 1999 zur Woiwodschaft Großpolen und zum wieder eingerichteten Powiat Rawicki.

### Partnerschaft
Am 1. Juni 2019 ging die Gemeinde Rawicz eine Gemeindepartnerschaft mit der deutschen Hansestadt Attendorn in Nordrhein-Westfalen ein.

## Gliederung
Zur Stadt-und-Land-Gemeinde (gmina miejsko-wiejska) Rawicz mit 30.299 Einwohnern (Stand 31. Dezember 2020) gehören die Stadt selbst und 22 Dörfer (deutsche Namen, amtlich bis 1945) mit Schulzenämtern (sołectwa):
| Name             | deutscher Name (1815–1920)                | deutscher Name (1939–1945)                 |
| ---------------- | ----------------------------------------- | ------------------------------------------ |
| Dąbrówka         | Dombrowka Konarzewo 1906–1920 Eichenbronn | Eichenbronn                                |
| Dębno Polskie    | Damme                                     | Damme                                      |
| Folwark          | Vorwerke                                  | Vorwerke                                   |
| Izbice           | Izbice                                    | Stuben                                     |
| Kąty             | Lindenhof                                 | Lindenhof                                  |
| Konarzewo        | Konarzewo                                 | Zerbonisruh                                |
| Łąkta            | Lonkta                                    | Wiesenfurt                                 |
| Łaszczyn         | Laszczyn                                  | Gutfeld                                    |
| Masłowo          | Massel                                    | Massel                                     |
| Sarnówka         | Sarnowko                                  | Sarnchen                                   |
| Sierakowo        | Wilhelmsgrund                             | Wilhelmsgrund                              |
| Sikorzyn         | Sikorzyn 1906–1920 Wiesenbach             | Wiesenbach                                 |
| Słupia Kapitulna | Slupia                                    | 1939–1943 Langenfeld 1943–1945 Langenreihe |
| Stwolno          | Stwolno                                   | Stolau                                     |
| Szymanowo        | Szymanowo 1906–1920 Friedrichsweiler      | Friedrichsweiler                           |
| Ugoda            | Ugoda                                     | Heide                                      |
| Wydawy           | Wydawy                                    | Außenfelde                                 |
| Załęcze          | Königsdorf                                | Königsdorf                                 |
| Zawady           | Zawady                                    | Weidhofen                                  |
| Zielona Wieś     | Gründorf                                  | Gründorf                                   |
| Żołędnica        | Zolendnice                                | Eichelhof                                  |
| Żylice           | Zylice 1906–1920 Schlitze                 | Schlitze                                   |

Kleinere Orte und Weiler sind Folusz, Kowaliki, Krasnolipka (Krasnolipka, (1939–1945) Linden), Krystynki (Christiänchen), Warszewo (Weidenhof) und Warszewko.

## Verkehr
Die Schnellstraße S5 (E 261) führt von Posen im Norden über Leszno (Lissa) und Rawicz nach Żmigród (Trachenberg) und Breslau sowie als Landesstraße DK5 weiter bis zur tschechischen Grenze bei Lubawka (Liebau). Die kreuzende Landesstraße DK36 führt von Lubin (Lüben) im Westen nach Ostrów Wielkopolski (Ostrowo) im Osten.
Rawicz hat einen Bahnhof an der Bahnstrecke von Posen nach Breslau.
Der nächste internationale Flughafen ist Breslau.

## Persönlichkeiten
Ehrenbürgerin der Gemeinde
- Anita Włodarczyk (* 1985), Hammerwerferin.[4]